# Mauritz Eriksson
Axel Mauritz Eriksson (Estocolm, 18 de desembre de 1888 – Enskede, Estocolm, 14 de febrer de 1947) va ser un tirador suec que va competir a començaments del segle xx.
El 1912 va prendre part en els Jocs Olímpics d'Estocolm, on va disputar quatre proves del programa de tir. En la prova de rifle lliure per equips guanyà la medalla d'or i en la de rifle militar per equips la de bronze. En les altres dues proves disputades aconseguí resultats més discrets.
Vuit anys més tard, als Jocs d'Anvers, va disputar vuit proves del programa de tir. Aconseguí tres medalles, una de plata, en la competició de rifle militar, 600 metres; i dues de bronze, en rifle militar, 600 metres, per equips i rifle militar 300 metres, drets per equips. En les altres cinc proves disputades finalitzà entre els set primers classificats.
El 1924, a París, va disputar els seus tercers i darrers Jocs Olímpics, amb uns resultats més discrets que en edicions precedents en les tres proves del programa de tir que disputà. La millor classificació fou la setena posició en la competició de rifle lliure per equips.
Al Campionat del món de tir va guanyar sis medalles d'or, dues al 1913, una al 1928 i tres per equips el 1927, 1928 i 1929.